# 교고쿠 다카미치 (1603년)

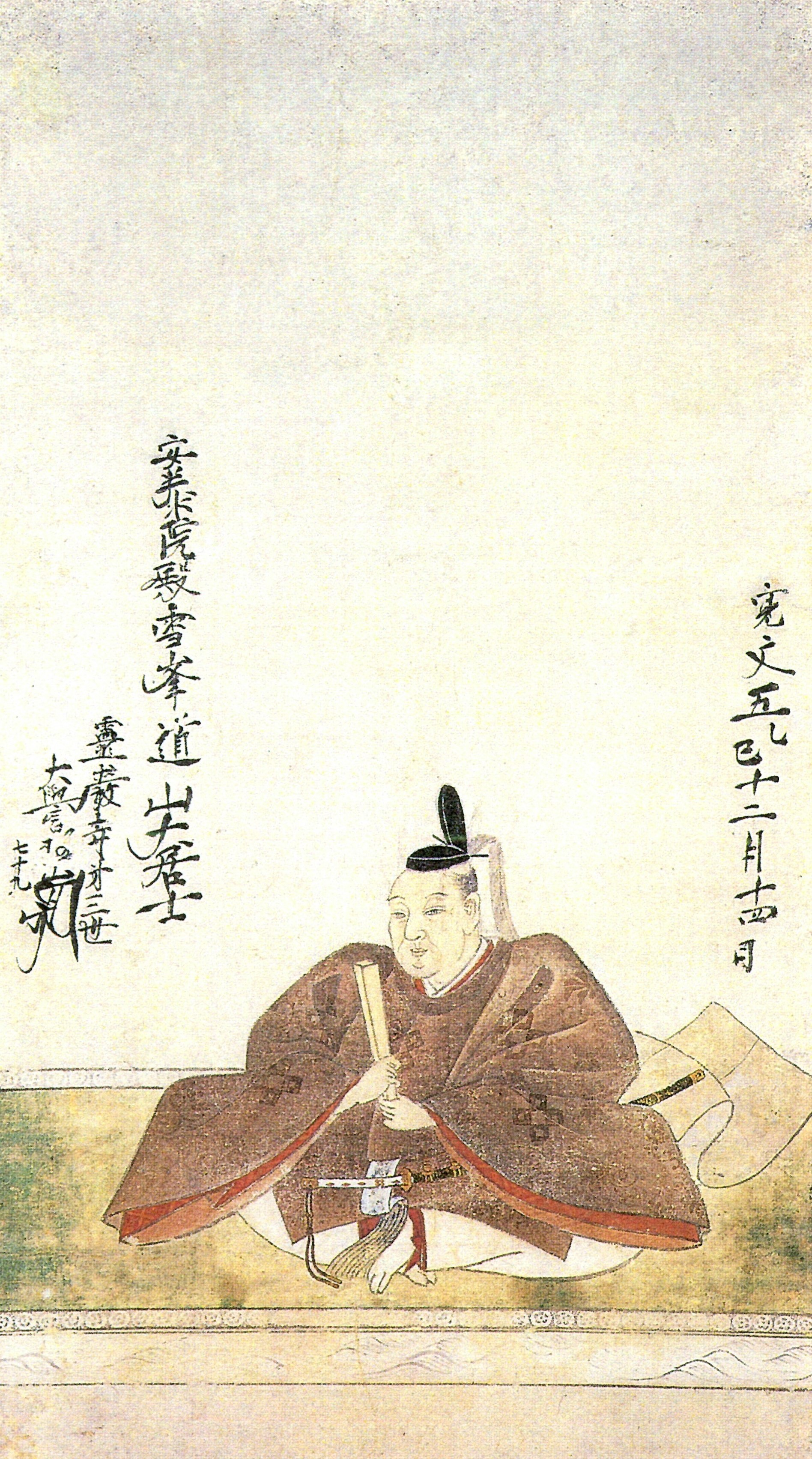
교고쿠 다카미치

교고쿠 다카미치(일본어: 京極高通, 1603년 10월 13일 ~ 1666년 1월 19일)는 단고 미네야마 번 초대 번주를 지냈다. 친부는 구쓰키 노부쓰나이며 어머니는 막달레나(교고쿠 다카요시의 딸)이다. 정실은 외숙 교고쿠 다카토모의 딸이며 그의 데릴사위가 되었다.
|  | 제1대 미네야마 번 번주 (미네야마 교고쿠가) 1622년 ~ 1666년 | 후임 교고쿠 다카토모 |